# Fest (historiador)
Fest (llatí: Festus) fou un polític i historiador romà del segle iv que va florir en temps de l'emperador Valent. És l'autor d'un resum d'història romana (Breviarium rerum gestarum populi Romani) publicat cap al 370, molt breu i en general considerat de poc interès per la historiografia moderna llevat dels darrers esdeveniments que narra, que va viure personalment.

## Biografia
Ni la seva obra ni els manuscrits ofereixen gairebé gens d'informació sobre la vida de Fest; solament se sap, pel que diuen els manuscrits, que va ser magister memoriae de l'emperador Valent i que havia estat cònsol. Tampoc no en parlen altres autors més tardans, de manera que només se'n poden fer conjectures. Una hipòtesi el fa originari de Volsinis, de família pagana i descendent del filòsof Musoni Rufus. Seeck l'identifica amb la inscripció CIL VI 537, i el considera fill d'Aviè, mentre que Mommsen, per la mateixa inscripció, l'identifica amb el mateix Aviè, per bé que això darrer és improbable. Seeck també l'identifica amb la inscripció CIL XI 2997, de la qual dedueix el nom de dos germans seus, Marcel·lí i Pròcul. També hauria tengut diversos fills, amb una esposa de nom Plàcida. També es podria identificar amb un corrector de la Lucània i amb un procònsol a Grècia i a l'Àsia, segons el mateix Seeck, encara que en general hom sol atribuir aquesta darrera inscripció a Aviè.
Una altra hipòtesi l'identifica amb el senador Fest de Tridèntum, cristià i de família humil, magister memoriae (ca. 369) de l'emperador Valent, qui el va enviar de procònsol a l'Àsia (372-378) per castigar els implicats en la conspiració de Teodor, entre els quals el neoplatònic Màxim d'Efes i altres intel·lectuals. En general, es considera aquesta identificació com a excloent amb l'anterior, pel fet que hom considera Fest de Tridèntum un cristià, mentre que els Rufi Fest de Volsinis eren pagans.
No se sap res de la seva vida posteriorment a la redacció del Breviarium, que raonablement va tenir lloc el 369 o uns quants anys més tard.

## Obra
L'obra que l'ha fet conegut es titula Breviarium rerum gestarum populi Romani ('Resum de gestes del poble romà'), un treball que li encomanà l'emperador Valent durant la preparació de la seva campanya militar contra l'Imperi Sassànida i al qual va dedicada. Es tracta d'un epítome d'història romana força breu que cobreix els esdeveniments del poble romà de la fundació de la Ciutat fins al 369. És dividit en trenta paràgrafs, que comencen narrant l'annexió de les diverses províncies al poder romà de manera cronològica, per acabar per centrar-se principalment en les campanyes a Orient (les guerres mitridàtiques, les guerres a Armènia, les Guerres gòtiques i les guerres amb els parts i els sassànides). Les seves fonts són els epítomes de Livi (la major part actualment perduts), l'epítome d'història romana de Florus, el Breviarium d'Eutropi i possiblement una història dels emperadors romans diferent de la Història Augusta.
Una obra intitulada De regionibus urbis Romae fou publicada per Flavio Biondo (segle xv) i per Onofrio Panvinio (segle xvi), els quals atribuïen l'autoria a Sext Rufus (el nom que alguns manuscrits donen a Fest). En realitat es tracta d'una versió dels catàlegs regionaris que Biondo va trobar en un manuscrit a continuació del Breviari de Fest i que Panvinio va publicar amb interpolacions d'autors moderns.

### Història manuscrita
La història manuscrita del text condueix a l'establiment de dos arquetips que es remunten al segle iv. El tipus I apareix signat per Festus i dedicat a l'emperador Valent, els millors i més antics representants del qual són el Bambergensis E III 22, el Gothanus I 101 i el Parisinus latinus 6113a. El tipus II respon a una segona edició amb petites modificacions: és signat per Rufius Festus i adreçat a Valentinià I, i conté lleugeres modificacions de vocabulari i simplificacions de la sintaxi. Els manuscrits de referència d'aquesta família són l' Escorialensis Bibl. Reg. R II 18, el Vindobonensis 89 i el Parisinus latinus n. a. 310a.

### Edicions modernes
L'editio princeps és de Ruesinger del 1470 (Roma), després de la qual vengueren múltipes edicions generalment publicades juntament amb altres edicions d'historiadors romans menors: principalment, la de Cuspinianus, qui va aplegar nombrosos manuscrits i en va fer una edició anotada. Posteriorment es publicaren les edicions de Raffaello Mecenate (1819), Wendelin Foerster (1874), Carl Wagener (1886) i J. W. Eadie (1967). De 1994 és l'edició bilingüe (edició del text llatí i traducció al francès) de Marie-Pierre Arnaud-Lindet per la col·lecció Guillaume Budé.